# Szilágyi István (színművész)
Szilágyi István (Gyoma, 1937. december 7. – Budapest, 2020. május 3.) Aase-díjas magyar színművész.

## Élete
1961-ben végzett a Színház- és Filmművészeti Főiskolán, az egri Gárdonyi Géza Színházhoz szerződött. 1965-től 1973-ig az Irodalmi Színpad, 1973 és 1975 között a Vidám Színpad tagja volt. 1975-ben a Pécsi Nemzeti Színházhoz szerződött, 1976-ban a Vígszínház tagja lett. A Mafilm társulatához 1979-ben került. Karakterszerepeket alakított. Az 1959-ben készült Égrenyíló ablak című filmben állt először kamera elé. Országosan ismertté 1968-ban Sípos úr figurájának megformálása tette a Bors című tévéfilmsorozatban. Legnagyobb sikerét az 1974-es Keménykalap és krumpliorr plakátragasztó Lópici Gáspár szerepével aratta. 1998-tól a Győri Nemzeti Színház tagja volt 2016-ban történt nyugdíjazásáig.
Az 1990-es években a lottó reklámarca is volt, a filmklipekben jellemzően egy hatalmas kupac készpénz szertelenül boldog tulajdonosát alakította.
Felesége Humenyánszky Jolán szobrászművész, aki 2021 februárjában hunyt el. Egyetlen fia Szilágyi Péter operatőr, unokája Nándor.
Utolsó éveiben Budapest Rákosliget lakója volt, nyomorúságos körülmények között élt, hatalmas adósságokat halmozott fel. 2020. május 3-án holtan találták lakásában, a gyanú szerint (ekkor 49 éves) fia kalapáccsal verte agyon, aki korábbi, apjával szemben 2018-ban elkövetett súlyos testi sértése miatt három évre felfüggesztett kétéves börtönbüntetés hatálya alatt állt, s a tett helyszínén tartóztatták le.
2020. május 22-én helyezték örök nyugalomra a budapesti Új Köztemetőben. A szertartáson beszédet mondott Forgács Péter és Maszlay István.

## Színpadi szerepek

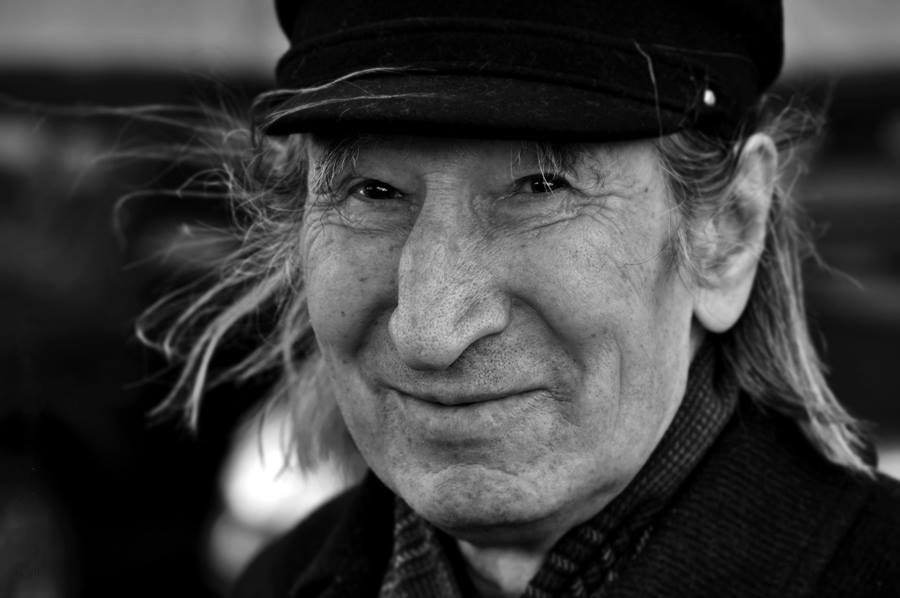
Stekovics Gáspár felvétele

- Molnár Ferenc: Olympia – Krehl csendőr alezredes
- Fejes Endre–Presser Gábor: Jó estét nyár, jó estét szerelem – házmester
- Tennessee Williams: A vágy villamosa – Mitch
- Bereményi Géza: Az arany ára – Berci bácsi
- Niccolò Machiavelli: Clízia, szépleány! – Nicomaco, firenzei polgár
- Gorkij: Éjjeli menedékhely – Bubnov
- Pozsgai Zsolt: Férfi kell!
- Eduardo De Filippo: Filuména házassága
- Lázár Ervin: Gyere haza Mikkamakka! – Dr. Zirrzurr, Zordonbordon
- Csehov: Három nővér – Ferapont, altiszt az elöljáróságon
- Hazatérés Dániába – öreg színész
- Giulio Scarnacci–Renzo Tarabusi: Kaviár és lencse – nagyapó
- Niccolò Machiavelli: : Mandragóra – fráter
- Nagy András–Émile Zola: Nana – Vandeuvres, istállótulajdonos
- Tennessee Williams: Nyár és füst – Mr. Winemiller, tiszteletes
- Sárosi István: Rákfene – bácsika
- Móricz Zsigmond: Rokonok – Berci bácsi
- William Shakespeare: Rómeó és Júlia – Lőrinc barát
- George Bernard Shaw: Szent Johanna – egy úr 1920-ból
- Csehov: Ványa bácsi – Tyelegin
- Hunyady Sándor–Makk Károly–Bacsó Péter–Tasnádi István: A vöröslámpás ház – Neumann
- Pozsgai Zsolt: Szerelmem, Magyar Katalin /Anziksz-1956/ – Doki, orvos civilben

## Filmszerepei

### Játékfilmek
- Égre nyíló ablak (1959)
- Gyalog a mennyországba (1959)
- Fapados szerelem (1960)
- Jó utat, autóbusz (1961)
- Áprilisi riadó (1962)
- Mit csinált felséged 3-tól 5-ig? (1964)
- Nem (1965)
- Zöldár (1965)
- Fügefalevél (1966)
- Tízezer nap (1967)
- Virágvasárnap (1969)
- Az örökös (1969)
- Ismeri a szandi mandit? (1969)
- Az alvilág professzora (1969)
- Gyula vitéz télen-nyáron (1970)
- Szép magyar komédia (1970)
- Bűbájosok (1970)
- A halhatatlan légiós (1971)
- Hekus lettem (1972)
- Holt vidék (1972)
- A törökfejes kopja (1973)
- Kakuk Marci (1973)
- Régi idők focija (1973)
- Egy srác fehér lovon (1973)
- Nincs idő (1973)
- Holnap lesz fácán (1974) ... A filozófus
- Autó (1974)
- Pókháló (1974)
- A locsolókocsi (1974)
- Ki van a tojásban? (1974)
- Hószakadás (1974)
- Jelbeszéd (1974)
- Bekötött szemmel (1975)
- Pókfoci (1976)
- Talpuk alatt fütyül a szél (1976)
- Kísértet Lublón (1976)
- Ballagó idő (1976)
- Azonosítás (1976)
- Egy erkölcsös éjszaka (1977)
- 80 huszár (1978)
- Dübörgő csend (1978)
- Magyarok (1978)
- Nem élhetek muzsikaszó nélkül (1978)
- Égigérő fű (1979)
- Rosszemberek (1979)
- A trombitás (1979)
- Angi Vera (1979)
- Ki beszél itt szerelemről? (1979)
- A mérkőzés (1980)
- A Pogány Madonna (1980)
- Vőlegény (1982)
- Te rongyos élet (1983)
- Viadukt (1983)
- Visszaesők (1983)
- István, a király (1984)
- Első kétszáz évem (1985)
- Sortűz egy fekete bivalyért (1985)
- Az elvarázsolt dollár (1985)
- Lutra (1986)
- Szeleburdi vakáció (1987)
- Tüske a köröm alatt (1988)
- Hanussen (1988)
- Az új földesúr (1989)
- A legényanya (1989)
- Cyrano de Bergerac (1990)
- Hamis a baba (1991)
- Sztálin menyasszonya (1991)
- Gyerekgyilkosságok (1993)
- Ébredés (1995)
- A három testőr Afrikában (1996)
- A napfény íze (1999)
- A szalmabábuk lázadása (2001)
- Az utolsó tekercs (2002)
- Egy ember, aki nappal aludt (2003)
- Telitalálat (2003)
- A mohácsi vész (2004)
- Csak szex és más semmi (2005)
- Rokonok (2006)
- Kútfejek 2006)
- Megy a gőzös (2007)
- A Nap utcai fiúk (2007)
- Casting minden (2008)
- Kaméleon (2008)
- Véletlenül szándékos (2008)
- Zimmer Feri 2. (2010)
- Dobogó kövek (2010)
- Berosált a rezesbanda (2013)

### Tévéfilmek
- A Tenkes kapitánya 1–13. (1963)
- Bors (1968)
- Az ember tragédiája (1969)
- Holnap reggel (1970)
- Egy óra múlva itt vagyok... (1971)
- A fekete város 1–7. (1971)
- Rózsa Sándor (1971)
- És mégis mozog a föld (1973)
- Aranyborjú (1974)
- Keménykalap és krumpliorr 1–4. (1974)
- Felelet 1-6. (1975)
- Bach Arnstadtban (1975)
- A külföldiek (1975)
- Beszterce ostroma 1–3. (1976)
- Hungária Kávéház 1–6. (1976-tévésorozat)
- Volt egyszer egy színház (1977)
- A csillagszemű 1–2. (1977)
- Baleset (1978)
- Látástól vakulásig (1978)
- Fent a Spitzbergáknál (1978)
- Rab ember fiai (1979)
- Indul a bakterház (1979)
- A Sipsirica (1980)
- Villám (1981)
- Közjáték Vichyben (1981)
- A Mi Ügyünk, avagy az utolsó hazai maffia hiteles története (1982)
- A 78-as körzet (1982)
- Három szabólegények (1982)
- A névtelen vár 1–6. (1982)
- Az utolsó futam (1983)
- A Klapka-légió (1983)
- Mint oldott kéve 1–7. (1983)
- Kismaszat és a Gézengúzok (1984)
- Különös házasság 1–4. (1984)
- Tizenötezer pengő jutalom (1985)
- Az eltüsszentett birodalom (1985)
- Kémeri 1–5. (1985)
- A falu jegyzője 1–4. (1986)
- A fantasztikus nagynéni 1–2. (1986)
- Isten teremtményei (1986)
- S.O.S. Szobafogság! (1987)
- A komáromi fiú (1987)
- Gálvölgyi Show (1987)
- Csere Rudi (1988)
- Keresünk egy jobb hajót (1988)
- Razzia az Aranysasban (1991)
- Tiszazug (1991)
- Julianus barát 1–3. (1992)
- A templomos lovagok kincse (1992)
- Frici, a vállalkozó szellem (1993)[18]
- Rizikó (1993)
- Kisváros (1994–1996)
- Komédiások (2000)
- Zsaruvér és Csigavér I.: A királyné nyakéke (2001)
- Trapiti (2006)
- Kiliki a Földön (2008)
- Kossuthkifli (2015)

## Díjai
- Aase-díj (2002)
- Gobbi Hilda-díj (2003)
- A 40. Magyar Filmszemle Életműdíja (2009)
- Kisfaludy-díj (2010)
- Kisfaludy-életműdíj (2015)
- Pro Urbe Győr (2016)